# Henry Bowet
Henry Bowet († 20 octobre 1423) est un ecclésiastique anglais devenu évêque de Bath et Wells, lord grand trésorier d'Angleterre et finalement archevêque d'York.

## Biographie
Bowet était au service du roi Richard II d'Angleterre et, à une occasion, portait des lettres de recommandation du roi au pape Urbain VI. 
Il est devenu évêque de Bath et Wells le 19 août 1401 et a aussi servi brièvement en tant que lord grand trésorier d'Angleterre de février à octobre 1402. 

### Archevêque d'York
Il est devenu archevêque d'York le 7 octobre 1407 (le siège était vacant depuis deux ans et demi). 
En 1417, les Écossais ont envahi l'Angleterre et sont venus à Berwick-upon-Tweed. Thomas Beaufort, duc d’Exeter, a marché pour sauver la ville et l’archevêque Bowet, alors très âgé et très faible, a ordonné de se faire transporter au camp où ses adresses auraient grandement encouragé les soldats anglais. Les Écossais sont partis précipitamment dans la nuit, laissant derrière eux leurs provisions et leurs bagages.
Bowet meurt dans son palais de Cawood le 20 octobre 1423 et est enterré dans la cathédrale d'York.